# Osiedle Na Skarpie (Kraków)
Osiedle Na Skarpie (do roku 1958 osiedle A-0 także osiedle A-Południe) – zabytkowe osiedle w Krakowie wchodzące w skład Dzielnicy XVIII Nowa Huta, niestanowiące jednostki pomocniczej niższego rzędu w ramach dzielnicy.
Z osiedlem od północy sąsiadują osiedla Ogrodowe i Wandy, od wschodu Osiedle Młodości, od zachodu Osiedle Centrum E, a od południa – użytek ekologiczny Łąki Nowohuckie.
Było wznoszone jako jedno z pierwszych w Nowej Hucie w latach 1950–1952 według projektu Tadeusza Ptaszyckiego, Bolesława Skrzybalskiego, Adama Fołtyna i Zbigniewa Sieradzkiego. Wczesny okres dotyczy osiedli peryferyjnych, charakteryzował się czterospadzistymi dachami (pokrytymi często dachówkami), budynki dość niskie, stojące pojedynczo. Ogólna koncepcja to luźno rozmieszczone domy nawiązujące w stylu do osiedli robotniczych z okresu międzywojennego (budynki projektu Franciszka Adamskiego dla Warszawskiej Spółdzielni Mieszkaniowej z lat 30. XX wieku), z tym że wolne przestrzenie wypełnia zieleń. Nowy budynek w zachodniej części osiedla wybudowany w 1993 r. znacznie wyróżnia się od pozostałych budynków. Blok ma nieregularną bryłę (liczne załamania linii ścian zewnętrznych) i dwuspadowy dach kryty blachą. Jest on także wyższy od pozostałej części budynków osiedla – posiada od 5 do 7 kondygnacji.
Nazwa osiedla pochodzi od położenia na wiślaną skarpą.

## Infrastruktura
- Szpital Specjalistyczny im. Stefana Żeromskiego – z pomnikiem patrona. Otwarty w 1954 r.
- Wielospecjalistyczna przychodnia lekarska
- Psychiatryczny oddział dzienny i poradnia zdrowia psychicznego
- Przedszkole Samorządowe nr 46
- Szkoła Podstawowa nr 80[2]
- Park im. Stefana Żeromskiego

## Galeria

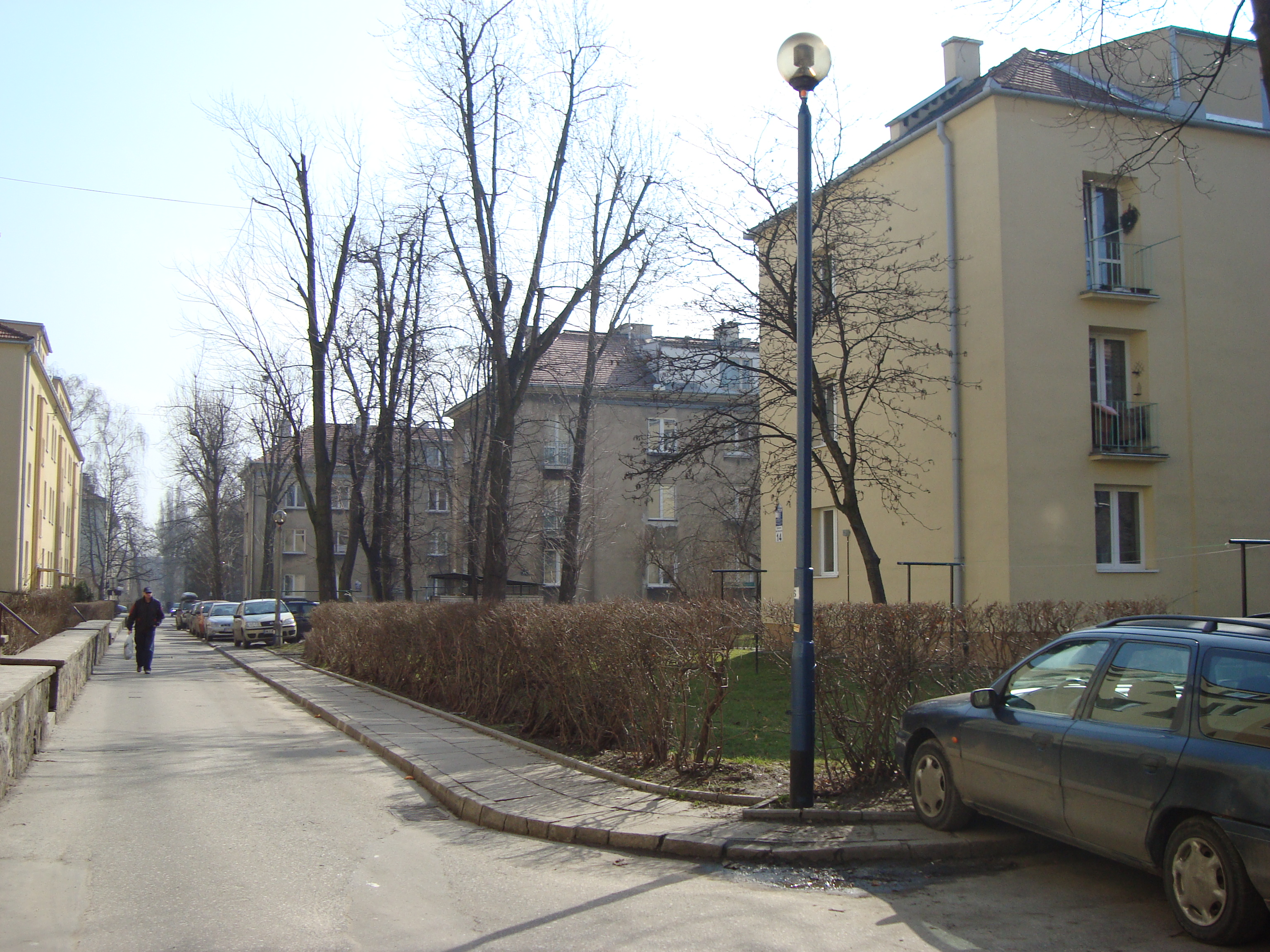
Bloki na osiedlu (2009)
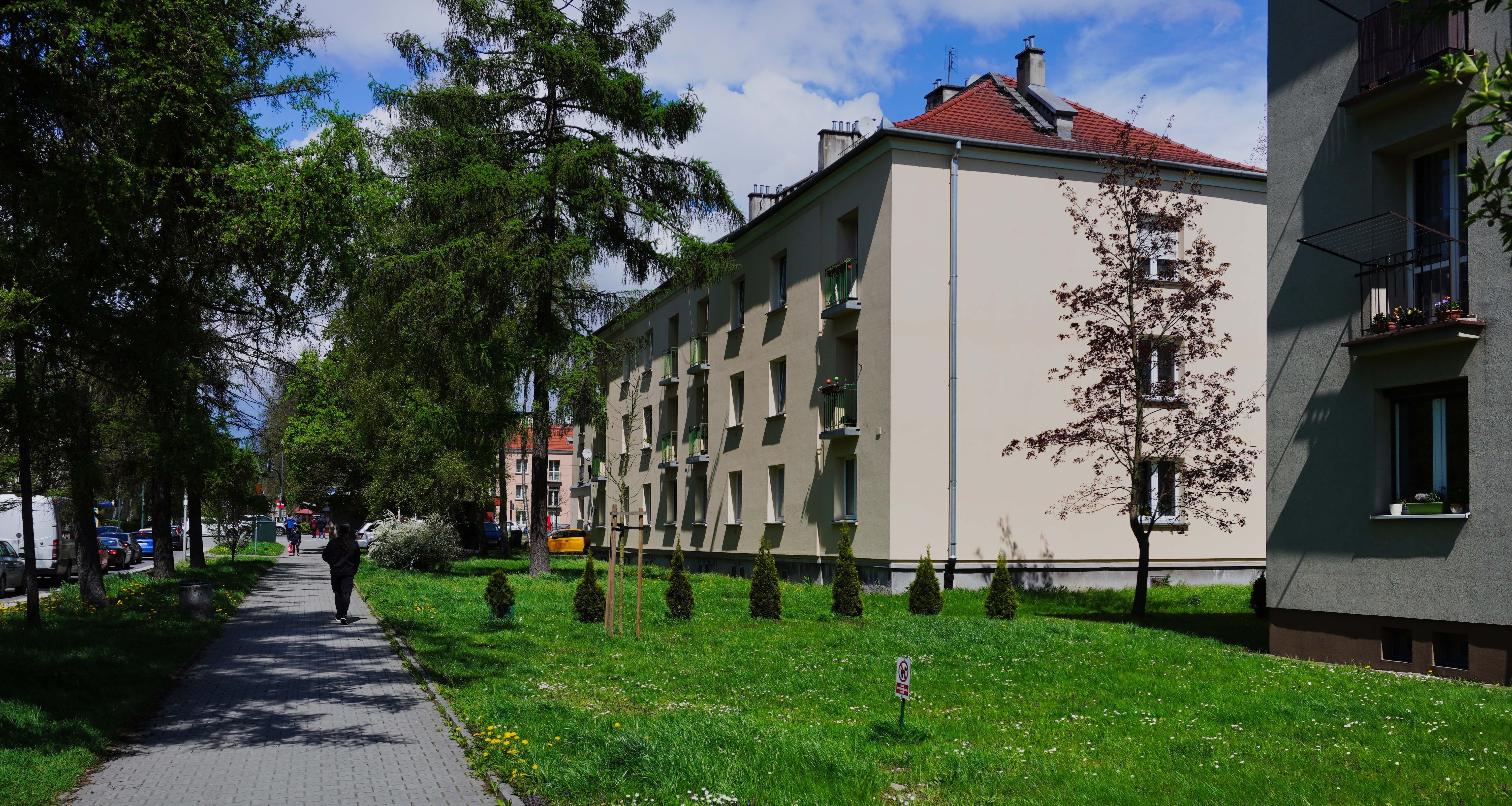
Widok wzdłuż ul. Zachemskiego, blok 23
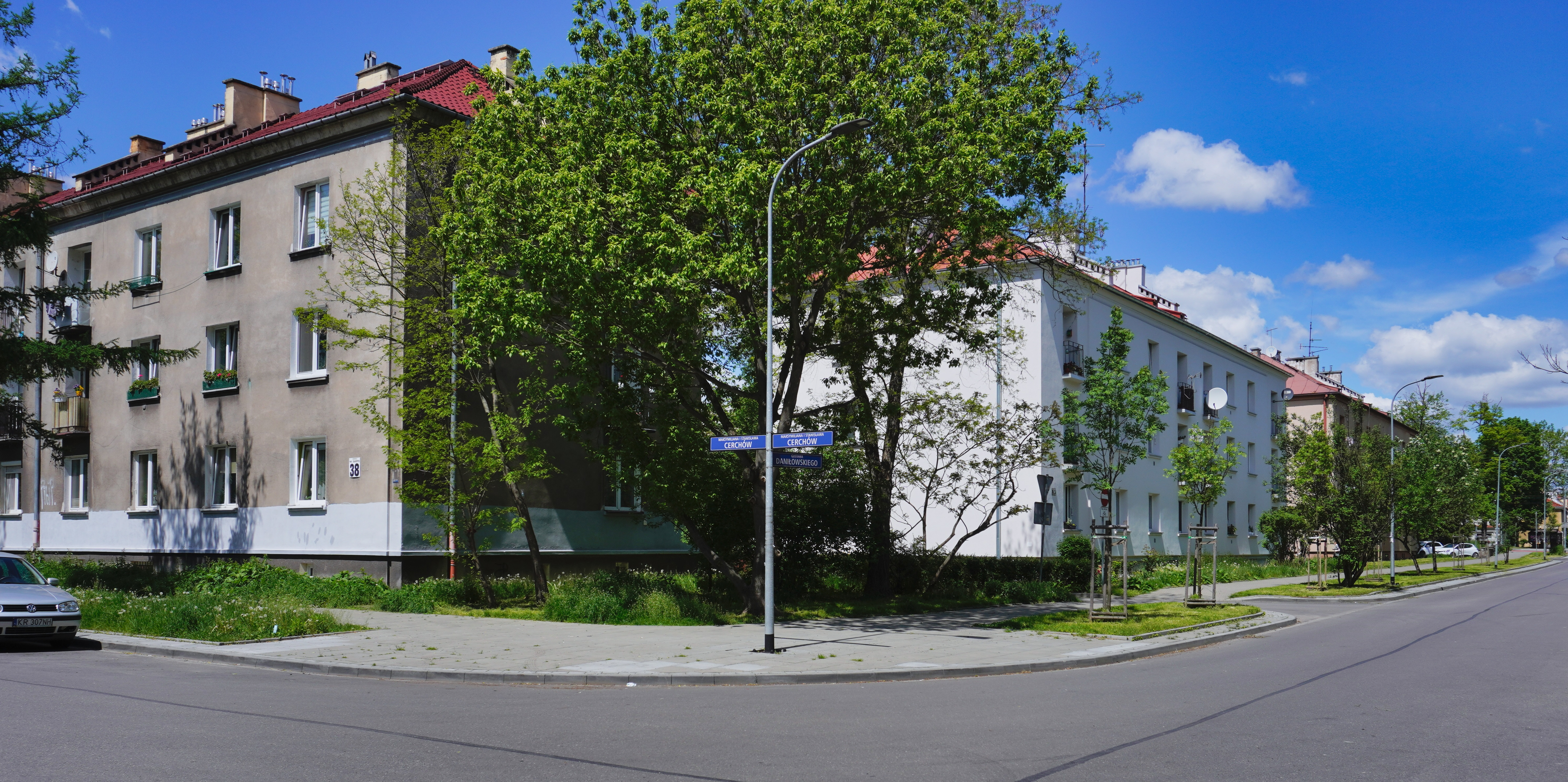
Wschodnia strona osiedla, bloki 38, 37 i 36
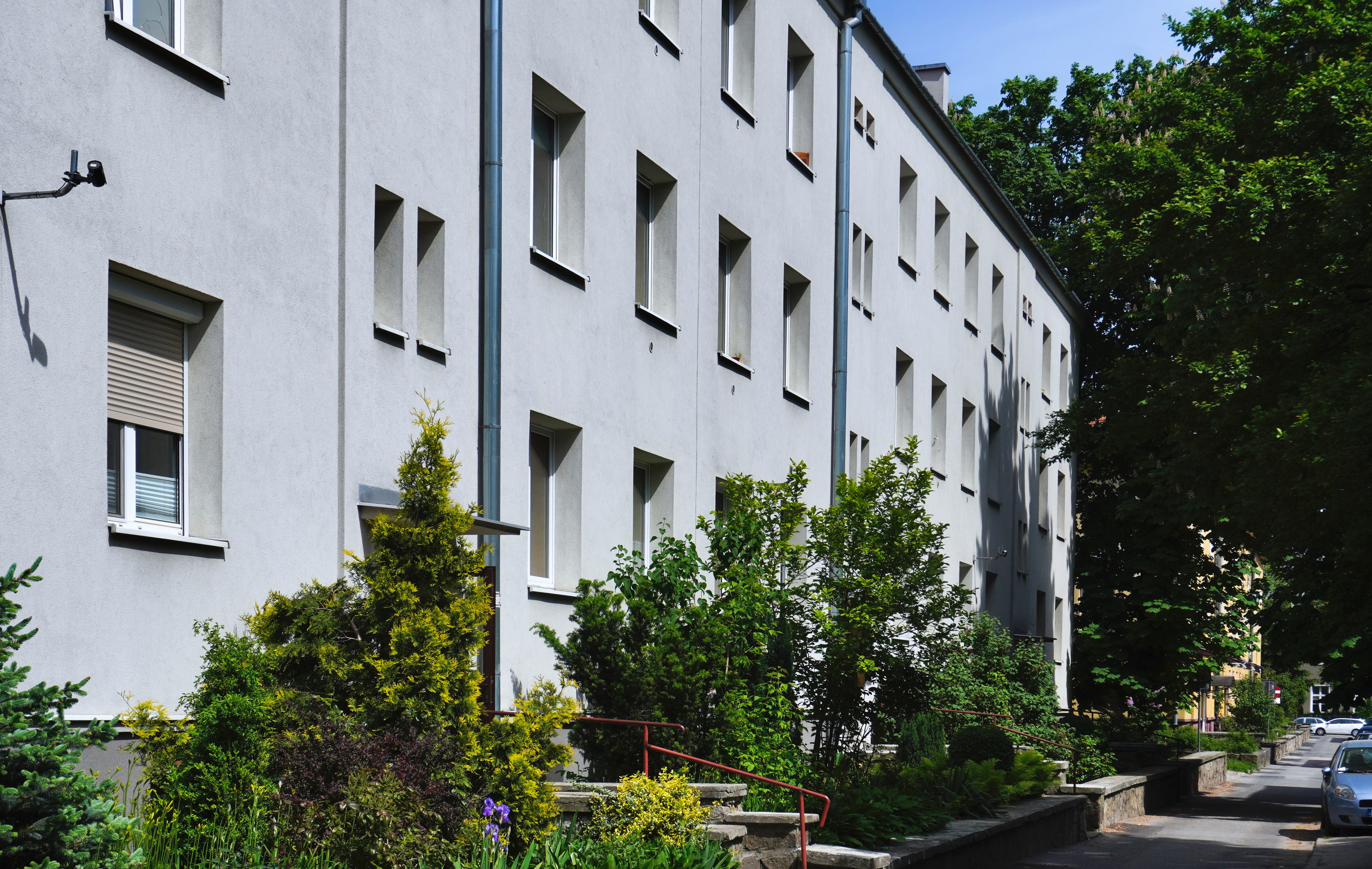
Wnętrze osiedla, os. Na Skarpie 30
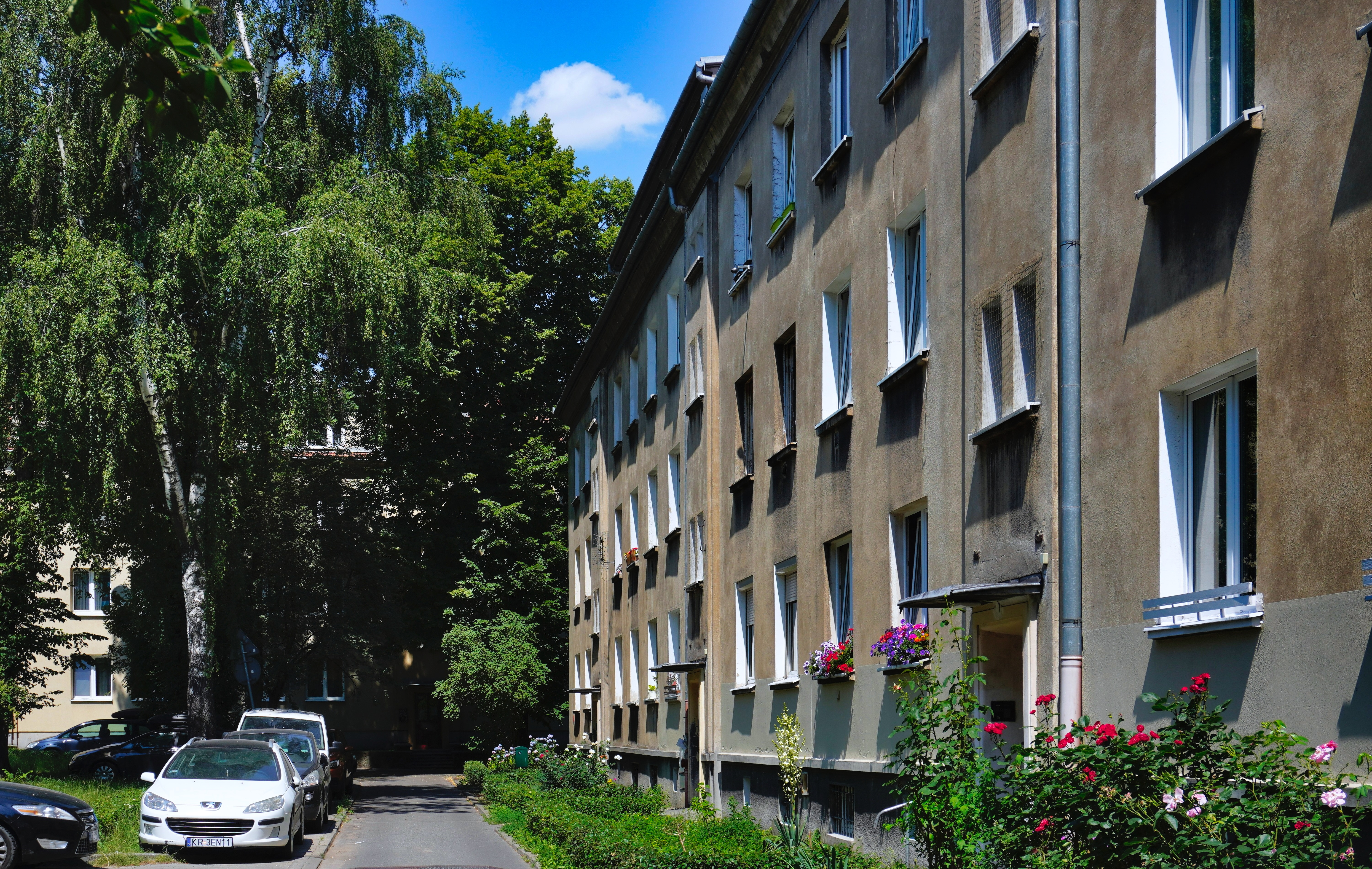
Wnętrze osiedla, os. Na Skarpie 12
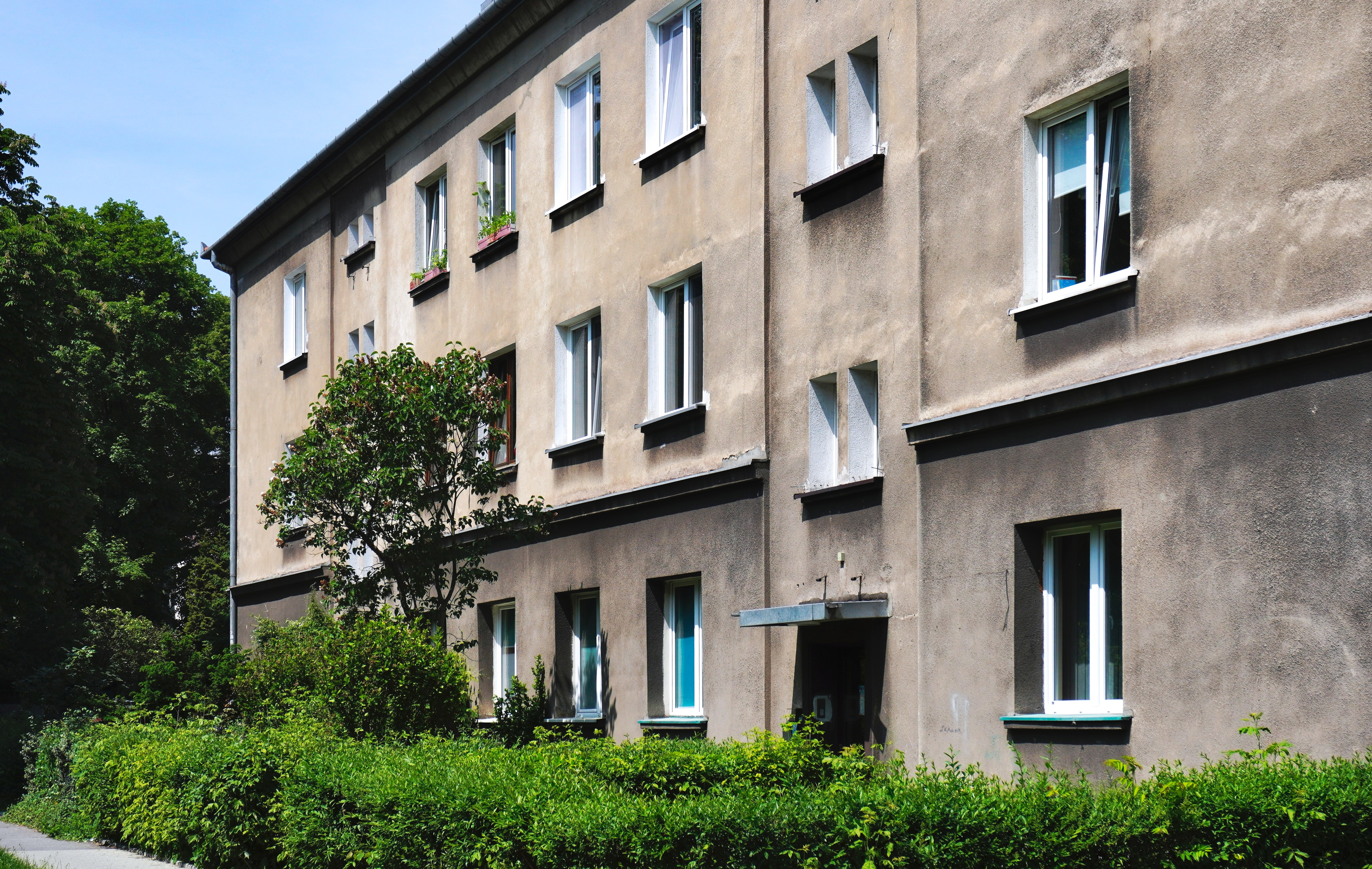
Wnętrze osiedla, os. Na Skarpie 64
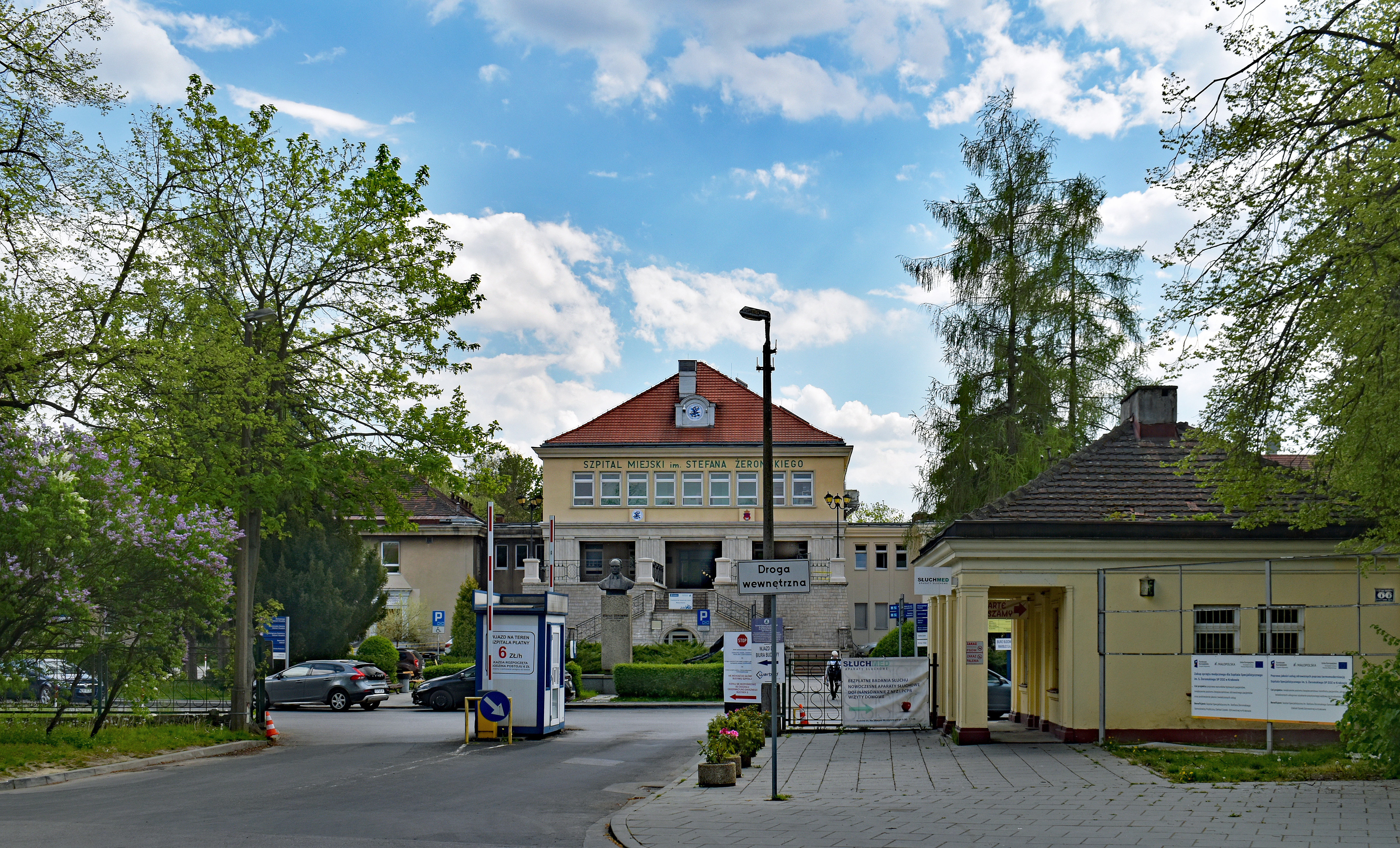
Szpital im. S. Żeromskiego
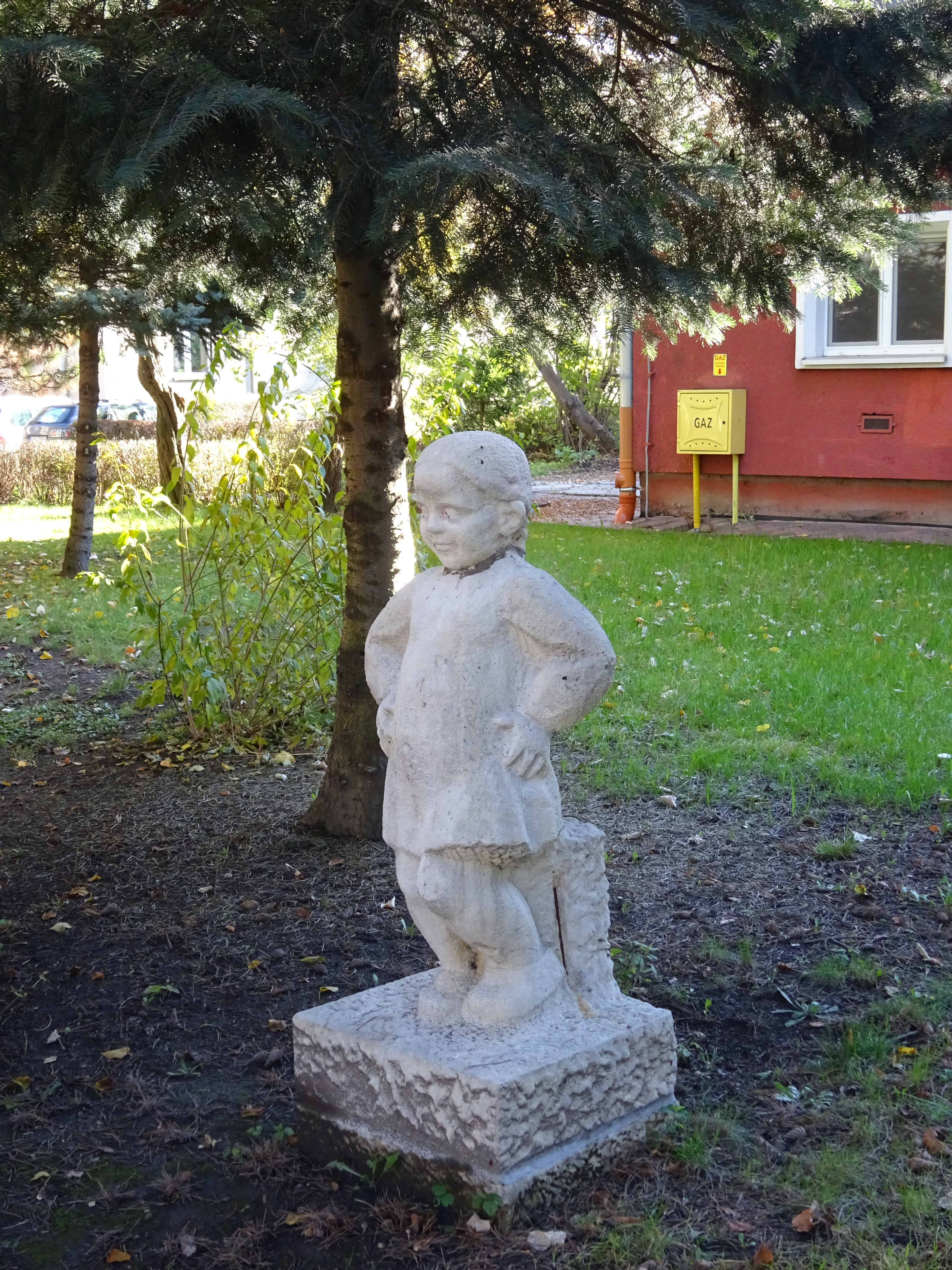
Rzeźba dziewczynki na osiedlu
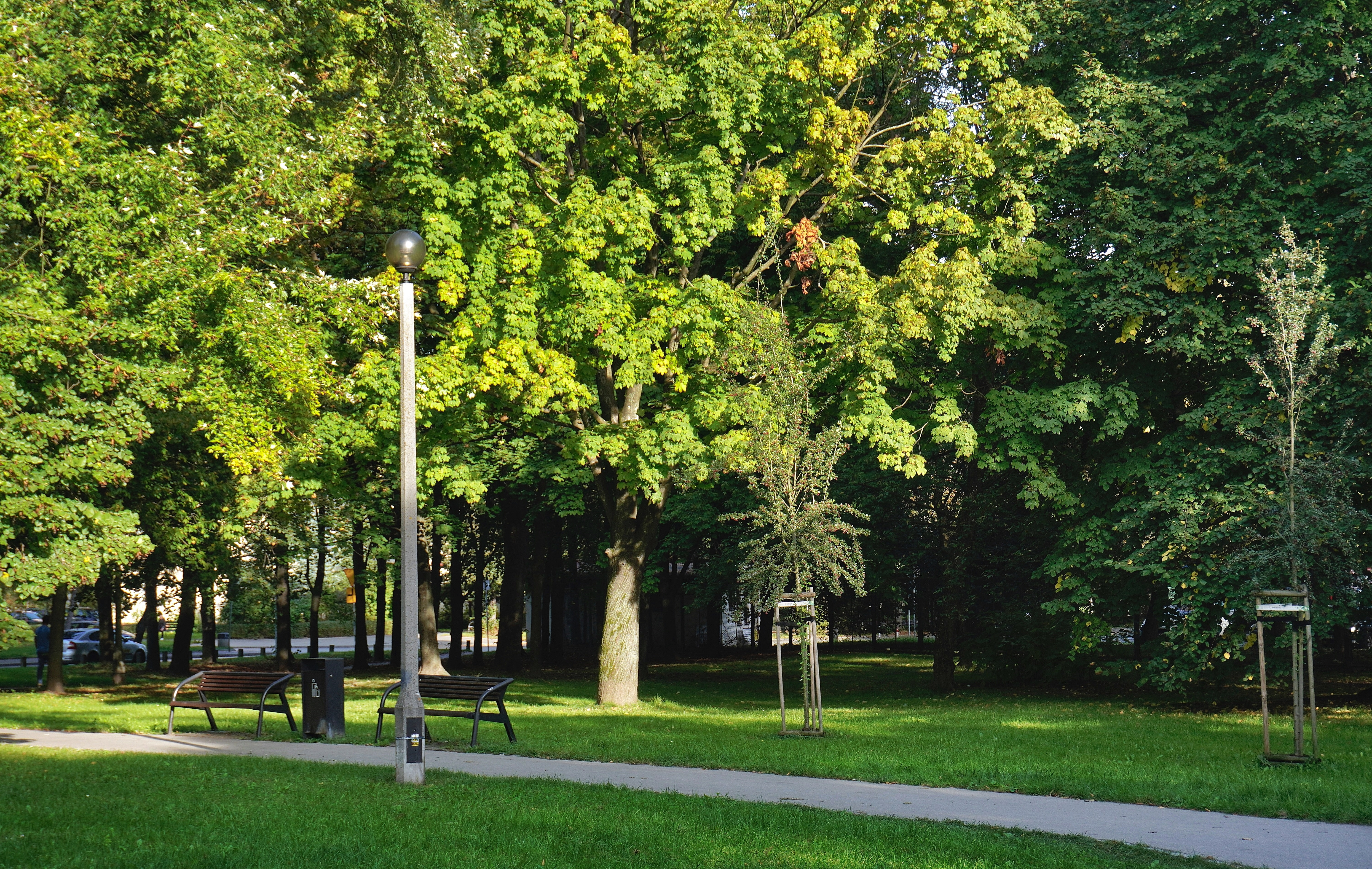
Park im. S. Żeromskiego

## Znane osoby mające związek z osiedlem
- Kazimierz Węgrzyn – piłkarz
- Robert Nowakowski – piłkarz ręczny, reprezentant Polski